# Diazină
Termenul de diazină face referire la un grup de compuși organici heterociclici cu formula moleculară C4H4N2. Fiecare compus este analog al benzenului, în care două dintre fragmentele C-H sunt substituite cu câte un atom de azot.
Există trei diazine izomere:
- Piridazină (1,2-diazină)
- Pirimidină (1,3-diazină)
- Pirazină (1,4-diazină)